# Гагарино (Данковский район)
Гагарино — село в Данковском районе Липецкой области, входит в состав Ягодновского сельсовета.

## География
Село расположено в 5 км на северо-восток от центра поселения села Ягодное и в 24 км на северо-восток от райцентра города Данков.

## История
Богословское в качестве села, принадлежавшего стольнику Юрию Лутохину, с церковью Иоанна Богослова упоминается в окладных книгах 1676 года. В росписи 1716 г. в с. Богословском показано: 1 двор вотчинников, 2 избы на дворе помещиков, 21 двор крестьянских, 4 двора нищенских и вдовьих. Под 1774 г. при Богословской церкви показано 80 приходских дворов. Вместо основанной в XVII веке Богословской церкви в 1732 г. кн. Татьяной Васильевной Гагариной построена была новая деревянная церковь в прежнее храмонаименование, которая в 1822 г. была перестроена. В 1881 году в селе была построена новая деревянная Богословская церковь.
В XIX — начале XX века село входила в состав Ягодновской волости Данковского уезда Рязанской губернии. В 1906 году в селе было 138 дворов.
С 1928 года село входило в состав Избищенского сельсовета Данковского района Козловского округа Центрально-Чернозёмной области, с 1954 года — в составе Ягодновского сельсовета Липецкой области.

## Население
| 1859 | 1897 | 1906 | 2010 |
| ---- | ---- | ---- | ---- |
| 714  | ↗783 | ↗970 | ↘23  |